# 音威富士
音威富士（おといふじ）は、北海道中川郡音威子府村にある山である。標高489m。アイヌ語ではチセネシリという。
北海道旅客鉄道（JR北海道）宗谷本線音威子府駅の東3㎞に位置しており、南西の山麓には1970年代に音威富士スキー場が整備されている。